# Qualificações para o Campeonato Europeu de Futebol Sub-21 de 2013
As Qualificações para o Campeonato Europeu de Futebol Sub-21 de 2013 foram disputadas entre 2011 e 2012 e decidiu as seleções classificadas para o Campeonato Europeu de Futebol Sub-21 de 2013.

## Chaves
Um total de 52 times foram divididos em cinco potes baseado no ranking da UEFA.
| Pote A | Pote B | Pote C | Pote D | Pote E |
| --- | --- | --- | --- | --- |
| - Inglaterra - Espanha - Países Baixos - Itália - Suécia - Tchéquia - Rússia - Sérvia - Alemanha - Romênia | - Suíça - País de Gales - Bielorrússia - França - Ucrânia - Turquia - Áustria - Portugal - Dinamarca - Bélgica | - Croácia - Hungria - Escócia - Grécia - Islândia - Eslováquia - Moldávia - Finlândia - Armênia - Irlanda do Norte | - Polónia - Montenegro - Geórgia - Letónia - Noruega - Eslovênia - Irlanda - Bulgária - Bósnia e Herzegovina - Macedônia do Norte | - Albânia - Ilhas Faroé - Chipre - Lituânia - Cazaquistão - Estónia - Azerbaijão - Andorra - San Marino - Luxemburgo - Malta - Liechtenstein |

## Fase de Grupos

### Grupo 1
| Equipe               | Pts | J  | V | E | D | GP | GC | SG  |
| -------------------- | --- | -- | - | - | - | -- | -- | --- |
| Alemanha             | 28  | 10 | 9 | 1 | 0 | 39 | 9  | +30 |
| Bósnia e Herzegovina | 20  | 10 | 6 | 2 | 2 | 25 | 12 | +13 |
| Grécia               | 13  | 10 | 4 | 1 | 5 | 14 | 15 | –1  |
| Bielorrússia         | 13  | 10 | 4 | 1 | 5 | 11 | 17 | –6  |
| Chipre               | 12  | 10 | 4 | 0 | 6 | 16 | 20 | –4  |
| San Marino           | 1   | 10 | 0 | 1 | 9 | 2  | 34 | –32 |

### Grupo 2
| Equipe    | Pts | J  | V | E | D | GP | GC | SG  |
| --------- | --- | -- | - | - | - | -- | -- | --- |
| Suécia    | 22  | 10 | 7 | 1 | 2 | 18 | 10 | +8  |
| Eslovênia | 20  | 10 | 6 | 2 | 2 | 15 | 8  | +7  |
| Ucrânia   | 17  | 10 | 5 | 2 | 3 | 21 | 10 | +11 |
| Finlândia | 12  | 10 | 3 | 3 | 4 | 12 | 14 | –2  |
| Lituânia  | 9   | 10 | 3 | 0 | 7 | 9  | 18 | –9  |
| Malta     | 5   | 10 | 1 | 2 | 7 | 8  | 23 | –15 |

### Grupo 3
| Equipe        | Pts | J | V | E | D | GP | GC | SG  |
| ------------- | --- | - | - | - | - | -- | -- | --- |
| Tchéquia      | 20  | 8 | 6 | 2 | 0 | 24 | 3  | +21 |
| Armênia       | 15  | 8 | 4 | 3 | 1 | 11 | 5  | +6  |
| Montenegro    | 11  | 8 | 3 | 2 | 3 | 14 | 8  | +6  |
| País de Gales | 10  | 8 | 3 | 1 | 4 | 7  | 10 | –3  |
| Andorra       | 0   | 8 | 0 | 0 | 8 | 2  | 32 | –30 |

### Grupo 4
| Equipe             | Pts | J | V | E | D | GP | GC | SG  |
| ------------------ | --- | - | - | - | - | -- | -- | --- |
| Sérvia             | 18  | 8 | 5 | 3 | 0 | 17 | 4  | +13 |
| Dinamarca          | 16  | 8 | 4 | 4 | 0 | 19 | 8  | +11 |
| Macedônia do Norte | 12  | 8 | 3 | 3 | 2 | 14 | 15 | –1  |
| Irlanda do Norte   | 4   | 8 | 1 | 1 | 6 | 5  | 13 | –8  |
| Ilhas Faroé        | 3   | 8 | 0 | 3 | 5 | 3  | 18 | –15 |

### Grupo 5
| Equipe  | Pts | J | V | E | D | GP | GC | SG  |
| ------- | --- | - | - | - | - | -- | -- | --- |
| Espanha | 22  | 8 | 7 | 1 | 0 | 27 | 2  | +25 |
| Suíça   | 17  | 8 | 5 | 2 | 1 | 15 | 4  | +11 |
| Geórgia | 10  | 8 | 3 | 1 | 4 | 8  | 18 | –10 |
| Croácia | 7   | 8 | 2 | 1 | 5 | 7  | 16 | –9  |
| Estónia | 1   | 8 | 0 | 1 | 7 | 2  | 19 | –17 |

### Grupo 6
| Equipe   | Pts | J | V | E | D | GP | GC | SG  |
| -------- | --- | - | - | - | - | -- | -- | --- |
| Rússia   | 17  | 8 | 5 | 2 | 1 | 17 | 5  | +12 |
| Portugal | 15  | 8 | 4 | 3 | 1 | 15 | 6  | +9  |
| Polónia  | 11  | 8 | 3 | 2 | 3 | 13 | 13 | 0   |
| Moldávia | 7   | 8 | 2 | 1 | 5 | 10 | 24 | –14 |
| Albânia  | 5   | 8 | 1 | 2 | 5 | 11 | 18 | –7  |

### Grupo 7
| Equipe        | Pts | J | V | E | D | GP | GC | SG  |
| ------------- | --- | - | - | - | - | -- | -- | --- |
| Itália        | 19  | 8 | 6 | 1 | 1 | 27 | 8  | +19 |
| Turquia       | 15  | 8 | 5 | 0 | 3 | 13 | 7  | +6  |
| Irlanda       | 13  | 8 | 4 | 1 | 3 | 15 | 10 | +5  |
| Hungria       | 12  | 8 | 4 | 0 | 4 | 11 | 10 | +1  |
| Liechtenstein | 0   | 8 | 0 | 0 | 8 | 4  | 35 | –31 |

### Grupo 8
| Equipe     | Pts | J | V | E | D | GP | GC | SG  |
| ---------- | --- | - | - | - | - | -- | -- | --- |
| Inglaterra | 21  | 8 | 7 | 0 | 1 | 24 | 3  | +21 |
| Noruega    | 16  | 8 | 5 | 1 | 2 | 13 | 7  | +6  |
| Bélgica    | 11  | 8 | 3 | 2 | 3 | 17 | 15 | +2  |
| Azerbaijão | 7   | 8 | 2 | 1 | 5 | 6  | 18 | –12 |
| Islândia   | 3   | 8 | 1 | 0 | 7 | 4  | 21 | –17 |

### Grupo 9
| Equipe      | Pts | J | V | E | D | GP | GC | SG  |
| ----------- | --- | - | - | - | - | -- | -- | --- |
| França      | 21  | 8 | 7 | 0 | 1 | 19 | 2  | +17 |
| Eslováquia  | 15  | 8 | 5 | 0 | 3 | 17 | 7  | +10 |
| Romênia     | 14  | 8 | 4 | 2 | 2 | 11 | 6  | +5  |
| Cazaquistão | 4   | 8 | 0 | 4 | 4 | 2  | 14 | –12 |
| Letónia     | 2   | 8 | 0 | 2 | 6 | 1  | 21 | –20 |

### Grupo 10
| Equipe        | Pts | J | V | E | D | GP | GC | SG  |
| ------------- | --- | - | - | - | - | -- | -- | --- |
| Países Baixos | 19  | 8 | 6 | 1 | 1 | 21 | 3  | +18 |
| Escócia       | 13  | 8 | 3 | 4 | 1 | 16 | 9  | +7  |
| Bulgária      | 12  | 8 | 3 | 3 | 2 | 11 | 12 | –1  |
| Áustria       | 11  | 8 | 3 | 2 | 3 | 15 | 14 | +1  |
| Luxemburgo    | 0   | 8 | 0 | 0 | 8 | 6  | 31 | –25 |

### Ranking de segundo-colocados
| Grp | Equipe               | Pts | J | V | E | D | GP | GC | SG  | GF |
| --- | -------------------- | --- | - | - | - | - | -- | -- | --- | -- |
| 5   | Suíça                | 17  | 8 | 5 | 2 | 1 | 15 | 4  | +11 | 3  |
| 4   | Dinamarca            | 16  | 8 | 4 | 4 | 0 | 19 | 8  | +11 | 5  |
| 8   | Noruega              | 16  | 8 | 5 | 1 | 2 | 13 | 7  | +6  | 7  |
| 9   | Eslováquia           | 15  | 8 | 5 | 0 | 3 | 17 | 7  | +10 | 7  |
| 6   | Portugal             | 15  | 8 | 4 | 3 | 1 | 15 | 6  | +9  | 5  |
| 7   | Turquia              | 15  | 8 | 5 | 0 | 3 | 13 | 7  | +6  | 4  |
| 3   | Armênia              | 15  | 8 | 4 | 3 | 1 | 11 | 5  | +6  | 3  |
| 1   | Bósnia e Herzegovina | 14  | 8 | 4 | 2 | 2 | 19 | 11 | +8  | 3  |
| 2   | Eslovênia            | 14  | 8 | 4 | 2 | 2 | 9  | 6  | +3  | 2  |
| 10  | Escócia              | 13  | 8 | 3 | 4 | 1 | 16 | 9  | +7  | 11 |

## Play-offs
A fase de play-off foi disputada entre 11 e 16 de Outubro. Os sete vencedores se classificam para a fase final em Israel.

### Chaveamento
| Pote A        | Pote A | Pote B     | Pote B |
| Time          | Coeff  | Time       | Coeff  |
| ------------- | ------ | ---------- | ------ |
| Espanha       | 40,391 | Suíça      | 34,034 |
| Tchéquia      | 36,189 | Suécia     | 32,482 |
| Inglaterra    | 35,601 | Rússia     | 31,772 |
| Países Baixos | 34,400 | Sérvia     | 30,470 |
| Alemanha      | 34,063 | Dinamarca  | 29,841 |
| Itália        | 33,508 | Eslováquia | 27,802 |
| França        | 32,517 | Noruega    | 24,564 |

| Equipe 1         | Total | Equipe 2      | 1.º jogo | 2.º jogo |
| ---------------- | ----- | ------------- | -------- | -------- |
| Espanha          | 8–1   | Dinamarca     | 5–0      | 3–1      |
| Italia           | 4–2   | Suécia        | 1–0      | 3–2      |
| República Tcheca | 2–4   | Russia        | 0–2      | 2–2      |
| Eslováquia       | 0–4   | Países Baixos | 0–2      | 0–2      |
| Alemanha         | 4–2   | Suíça         | 1–1      | 3–1      |
| Inglaterra       | 2–0   | Sérvia        | 1–0      | 1–0      |
| Franca           | 4–5   | Noruega       | 1–0      | 3–5      |